# Helmuth Markov
Helmuth Markov (ur. 5 czerwca 1952 w Lipsku) – niemiecki polityk, inżynier i samorządowiec, w latach 1999–2009 deputowany do Parlamentu Europejskiego.

## Życiorys
W 1976 uzyskał dyplom inżyniera w Kijowskim Instytucie Politechnicznym, a osiem lat później stopień doktora nauk inżynieryjnych. Do 1990 pracował jako kierownik działu badań i rozwoju systemów elektrotechnicznych w przedsiębiorstwie LEW Hennigsdorf. Od 1973 należał do Socjalistycznej Partii Jedności Niemiec. Po upadku NRD kierował przedsiębiorstwami ELTESE oraz LE-W Warmwassersysteme.
W 1990 został wybrany do landtagu Brandenburgii. Reelekcję uzyskiwał w latach 1995 i 1999. Przewodniczył PDS w Brandenburgii (1994–1996). Od 1999 do 2009 sprawował przez dwie kadencje mandat posła do Parlamentu Europejskiego. Zasiadał w grupie Zjednoczonej Lewicy Europejskiej i Nordyckiej Zielonej Lewicy, od 2007 był przewodniczącym Komisji Handlu Międzynarodowego.
W 2009 został członkiem Bundesratu oraz wicepremierem i ministrem finansów w regionalnym rządzie w Brandenburgii. Od 2014 do 2016 był ministrem sprawiedliwości w gabinecie tego landu.